# Jon Stewart
Jon Stewart  (születési nevén Jonathan Stuart Leibowitz; New York City, 1962. november 28.) többszörös Primetime Emmy-díjas amerikai humorista, író, producer, rendező, politikai kommentátor, színész és műsorvezető. A The Daily Show műsorvezetője volt 1999 és 2015 között.

## Élete
Jonathan Stuart Leibowitz néven született, Marian és Donald Leibowitz gyermekeként. Családtagjai zsidó származású bevándorlók Lengyelországból, Ukrajnából és Fehéroroszországból. Van egy bátyja, Lawrence, és két testvére, Dan és Matthew.
Szülei elváltak, amikor Stewart tizenegy éves volt; apjával pedig nem állt jó kapcsolatban. Apjával való komplikált kapcsolata miatt a középső nevét kezdte használni. 2001-ben törvényesen is felvette a Stewart nevet. Testvére, Lawrence korábban a NYSE Euronext vezérigazgatója volt. Mindketten Lawrenceville-ben (New Jersey) nőttek fel, és a Lawrence High Schoolba jártak. Stewartot gyerekkorában gyakran bántalmazták.
1984-ben érettségizett a  The College of William & Mary tanulójaként.
Érettségi után több munkája is volt, kezdve a bábművésztől a fociedzőn át a pincérig.
Az iskolában "vicces gyerek" hírében állt, így 1986-ban visszatért New Yorkba, hogy szerencsét próbáljon a stand-up comedy műfajában, de egy évig nem mert színpadra állni. A The Bitter Idolban kezdte stand-upos karrierjét; példaképe, Woody Allen is itt kezdte. 
Felvette a "Jon Stewart" művésznevet; középső nevét elhagyta és megváltoztatta a vezetékneve írásmódját "Stuart"-ról "Stewart"-ra. Nevét az apjával való rossz kapcsolata miatt változtatta meg.
Rendszeres fellépő lett a Comedy Cellar klubban.
Televíziós karrierje 1989-ben kezdődött, amikor a  Caroline's Comedy Hour című műsor egyik írója lett. 1990-ben a Short Attention Span Theater című sorozat egyik műsorvezetője lett, Patty Rosborough-val együtt. 1992-ben a rövid életű You Wrote It, You Watch It című műsor vezetője lett.
1992. március 6.-ig nem ért el nagy sikereket; ekkor szerepelt a Late Night with David Letterman-ben. Számításba került, hogy átveszi Letterman helyét, de a pozíciót végül Conan O'Brien töltötte be. Az 1993-es MTV Spring Break házigazdája volt Melissa Riversszel együtt.
1993-ban indult az MTV-n a The Jon Stewart Show című talk show, amelynek házigazdája volt. A műsor nagy siker volt; a Beavis és Butt-head után az MTV második legnépszerűbb sorozata volt akkoriban.
1999. január 11.-én vezette először a Daily Show-t. 2015. február 10.-én bejelentette, hogy felhagy a a Daily Show vezetésével. A Comedy Central elnöke, Michele Ganeless megerősítette Stewart állítását. Ezután bejelentették, hogy Trevor Noah lép Stewart helyébe. 2015. április 20.-án bejelentette, hogy a 2015. augusztus 6.-ai adás lesz az utolsó, amelyben részt vesz.

## Hatásai
Elmondása szerint George Carlin, Lenny Bruce, Woody Allen, David Letterman, Steve Martin és Richard Pryor voltak rá hatással.
A következő humoristák viszont Stewartot jelölték meg hatásaiknak: Stephen Colbert, John Oliver, Hasan Minhaj, Samantha Bee, Larry Wilmore, Bassem Youssef Trevor Noah, és Jordan Klepper.

## Magánélete
Zsidó származású, de nem gyakorolja a vallást.
2015-ben áttért a vegetáriánus életmódra; felesége, Tracey Lynn McShane ugyanis vegán.